# Ruitapu
Ruitapu est un village situé dans le Xian de Sangzhi au nord-ouest de la province de Hunan, dans le Sud de la Chine.